# Machene
Machene (ΜΑΧΗΝΗ) war eine Königin der Indo-Skythen, die auf einigen Münzen des Königs Maues (regierte in der ersten Hälfte des 1. Jahrhunderts v. Chr.) genannt wird. Über ihre Herkunft und genaue Position ist nichts weiter bekannt. Es wurde vermutet, dass sie aus einer indo-griechischen Familie aus Taxila (die Münzen sind vielleicht dort geprägt worden) stammt und Maues mit seiner Heirat eine Verbindung mit diesen eingehen wollte. Der Name Machene ist jedenfalls nicht griechisch. Möglicherweise war sie auch Mutter des Maues.